# Mein Freund Ben
Mein Freund Ben (Originaltitel: Gentle Ben) ist eine US-amerikanische Kinder-Abenteuerserie.

## Hintergrund
Diese Serie basiert auf dem Roman „Gentle Ben“ des Kinderbuchautors Walt Morey aus dem Jahre 1965. Sie wurde von Ivan Tors (Flipper) produziert und war auch im deutschen Fernsehen ein Klassiker. 56 Folgen à 30 Minuten wurden von 1967 bis 1969 gedreht. Zwischen 1969 und 1970 strahlte die ARD die ersten 38 Folgen im Vorabendprogramm aus. Zwischen 1990 und 1991 zeigte Pro Sieben erstmals die komplette Serie.
Mein Freund Ben handelt von der Freundschaft zwischen dem siebenjährigen Mark Wedloe und seinem Schwarzbären Ben in den Everglades von Florida. Marks Eltern sind der Wildhüter Tom und seine Frau Ellen. Freunde der Familie sind Spencer und Willie.
In den Hauptrollen waren Clint Howard (Bruder von Regisseur Ron Howard) und Dennis Weaver zu sehen. Ben wurde von dem Bären Bruno gespielt, dessen Trainer Monty Cox war.
Die deutsche Synchronfassung entstand unter der Leitung von Joachim Brinkmann.
1967 wurde ein Spielfilm mit Vera Miles als Ellen Wedloe gedreht und 2002 ein weiterer Fernsehfilm mit neuen, unbekannten Darstellern.